# 고질적 신파
《고질적 신파》는 음악 그룹 불나방스타쏘세지클럽의 첫 번째 정규 음반이다. 2009년 6월 22일에 발매됐다.

## 수록곡
1. 원더기예단
2. 악어떼
3. 마도로스 케이의 모험
4. 싸이보그 여중생 제트
5. 석봉아
6. 수지 수지
7. 미소녀 대리 운전
8. 이발사 대니얼
9. 몸소 따발총을 잡으시고
10. 독수리
11. 불행히도 삶은 계속되었다
12. 시실리아
13. 석봉아 (열정 버전)